# Challenge 1929
Międzynarodowe Zawody Samolotów Turystycznych Challenge 1929 (Challenge International de Tourisme) odbywały się w dniach 4-16 sierpnia 1929 roku w Paryżu.

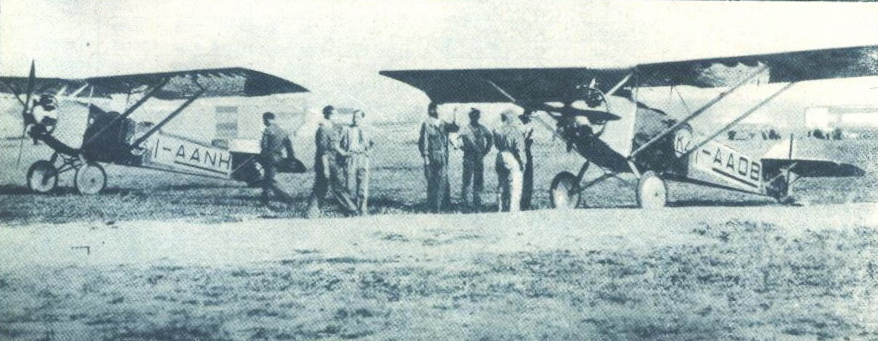
Dwa włoskie Fiaty AS-1

Były to pierwsze z serii prestiżowych międzynarodowych zawodów samolotów turystycznych Challenge. Pomysłodawcą zorganizowania zawodów samolotów turystycznych był Aeroklub Francji, a inspiracją do tego był Międzynarodowy Konkurs Samolotów Lekkich przeprowadzony we Francji w 1928 roku. Inicjatywa zorganizowania zawodów została zaaprobowana przez Międzynarodową Federację Lotniczą (FAI) i aerokluby kilku państw europejskich. Organizacja pierwszych zawodów została powierzona Francji. Otwarcie zawodów nastąpiło 4 sierpnia 1929 roku. Zawody składały się z dwóch osobno punktowanych konkurencji: prób technicznych samolotów oraz lotu okrężnego wokół Europy.
W zawodach wzięło udział 55 samolotów (z 82 zgłoszonych), w składzie ekip z 6 państw: Niemiec (24 załogi), Włoch (12 załóg), Francji (9 załóg), Wielkiej Brytanii (5 załóg), Czechosłowacji (3 załogi) i Szwajcarii (2 załogi). W składzie niektórych ekip brali udział zawodnicy spoza krajów uczestniczących w konkursie, w tym w ekipie niemieckiej startował Kanadyjczyk John Carberry. W zawodach natomiast jeszcze nie brała udziału Polska. Wśród pilotów była jedna kobieta Winifred Spooner (druga Mary Bailey ostatecznie leciała poza konkursem).

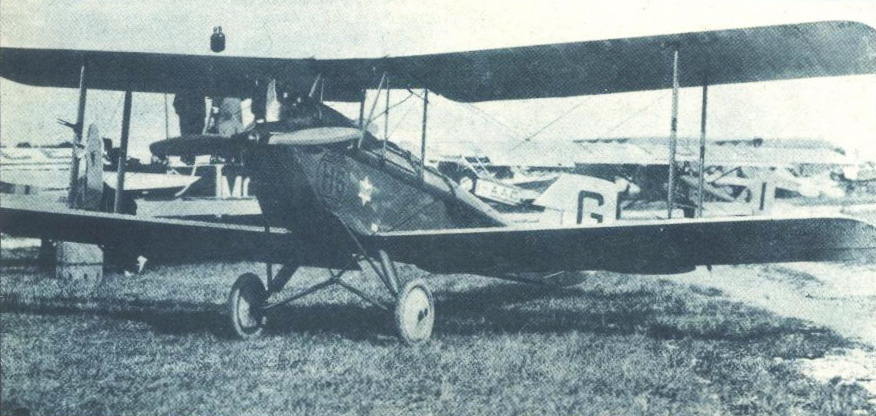
Samolot DH-60G Gipsy Moth Winifreda Spoonera

W zawodach wzięły udział popularne samoloty turystyczne i sportowe końca lat 20. Samoloty te miały w większości otwarte kabiny; prezentowały różne układy konstrukcyjne: dolnopłata (większość), dwupłata lub górnopłatu. Z powodu późnego ogłoszenia opracowanego przez Aeroklub Francji regulaminu zawodów (pod koniec 1928 roku) oraz z racji, że była to pierwsza impreza tego typu, uczestniczące państwa nie opracowały jeszcze specjalnych konstrukcji samolotów na zawody, jak to miało miejsce w latach późniejszych. Jedynie czeska Avia BH-11B „Antilopa” została dostosowana przez dodanie możliwości składania skrzydeł. Najliczniejszymi typami samolotów były niemieckie BFW M.23b (8 maszyn) oraz Klemm (6 samolotów Klemm L.25Ia, z tego 2 w ekipie szwajcarskiej i 2 samoloty L.26).

## Próby techniczne
Pierwszym etapem zawodów był próby techniczne. W przeciwieństwie do kolejnych zawodów Challenge, nie były one jeszcze zbytnio rozbudowane i składały się jedynie z oceny poziomu technicznego konstrukcji samolotów biorących udział („solidności”), próby zużycia paliwa oraz prób szybkiego uruchomienia silnika i składania skrzydeł.
4 sierpnia miała miejsce ocena techniczna samolotów, podzielonych na dwie kategorie wagowe. Za ocenę tę można było uzyskać jedynie do 18 pkt, a punktowane były cechy, jak wyposażenie w przyrządy pokładowe, posiadanie podwójnych sterownic, hamulców na koła i miejsca na spadochrony, oraz sposób ochrony przeciwpożarowej. Najlepiej ocenione zostały włoskie samoloty Breda 15 (po 12 pkt) i niemieckie metalowe Junkersy A50 (po 11,75 pkt). Niemieckie BFW M.23 otrzymały po 9,5 pkt, a najniższą oceną było 8 pkt.

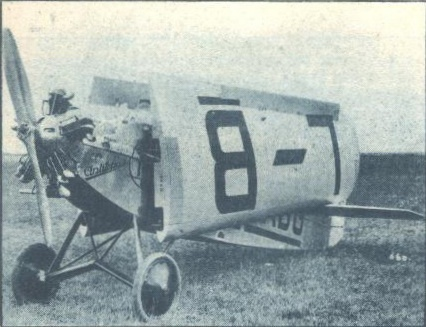
Avia BH-11 ze złożonymi skrzydłami

Kolejną konkurencją była próba szybkości rozruchu silnika, mogąca przynieść do 3 pkt, oraz ocena czasu i sposobu składania skrzydeł w samolotach, mająca na celu premiowanie konstrukcji mogących złożyć skrzydła do hangarowania i mogąca przynieść 5 pkt. Część samolotów straciła na tej konkurencji nie mając składanych skrzydeł. Po tych trzech próbach prowadzenie w klasyfikacji ogólnej uzyskał Czech Josef Novak na dwupłatowcu Aero A.34, uzyskując 17,5 pkt. Za nim uplasowali się trzej Włosi na samolotach Romeo Ro-5 z wynikiem 17,25 pkt, dalej Francuz M. Weiss (Potez 36) i dalsi zawodnicy włoscy na samolotach Fiat AS.1. Najlepszy z Niemców Wolfram Hirth osiągnął 16,25 pkt (12. wynik, samolot Klemm L.25), lecz większość zawodników niemieckich miała o kilka punktów mniej.
Ostatnią konkurencją techniczną była próba zużycia paliwa, przeprowadzona 5 sierpnia na trasie sześć razy po 50 km. Była to istotna konkurencja, mogąca przynieść 20 pkt. W próbie tej najlepszy wynik uzyskał zawodnik niemiecki J. Nehring na samolocie Darmstadt D-18 (18,5 pkt), następnie Szwajcar Hans Wirth (na niemieckim Klemmie L.25), po czym trzy niemieckie Junkersy A50 i dwie czeskie Avie BH-11 z wynikami 15-17 pkt, a dalej niemieckie Klemmy z wynikami 12-14,5 pkt. Pozostali zawodnicy uzyskali od kilku do 12 pkt.
Wyniki tej konkurencji istotnie zmieniły porządek klasyfikacji. Po próbach technicznych, prowadzenie objęli z wynikiem po 32 pkt: Niemiec J. Nehring (D-18), Szwajcar Hans Wirth (Klemm L.25) i Czech František Klepš (BH-11). Dalsze miejsca, od 4. do 10. zajęli niemieccy zawodnicy na Klemmach i Junkersach, z wynikami 29,5-30,5 pkt, najwyżej z nich Robert Lusser. Najlepszy z Anglików, Hubert Broad na samolocie DH-60G Gipsy Moth zajmował 15. miejsce z wynikiem 26,25 pkt, a kolejna Angielka Winifred Spooner, też na DH-60G, 25. miejsce (22,5 pkt). Słabo wypadły w próbach technicznych niemieckie samoloty BFW M.23b; najlepszy ich wynik to 25 pkt, a Fritz Morzik na BFW uzyskał 19,5 pkt i po próbach technicznych znajdował się na 30. miejscu. John Carberry na niemieckim samolocie RK-25 zajmował ostatnie 47. miejsce, mając jedynie 12 pkt. Różnice punktowe wprawdzie były niewielkie, lecz były one trudne do odrobienia w locie okrężnym. Osiem załóg odpadło w czasie prób technicznych. Już po wycofaniu niemieckiego samolotu Arado L.1, po awaryjnym lądowaniu na skutek usterki silnika samolot ten rozbił jego pasażer – konstruktor H. Hoffmann, ginąc w katastrofie.

## Lot okrężny
Drugim etapem zawodów Challenge w 1929 roku był lot okrężny wokół Europy o długości 5942 km. Odbywał się on na trasie: Paryż – Bazylea – Genewa – Lyon – Marsylia – St. Raphael – Turyn – Mediolan – Wenecja – Zagrzeb – Belgrad – Bukareszt – Turnu Severin – Budapeszt – Wiedeń – Brno – Praga – Wrocław (Breslau) – Warszawa – Poznań – Berlin – Hamburg – Amsterdam – Bruksela – Paryż. Głównymi lotniskami etapowymi były: Belgrad, Warszawa i Paryż. W etapie tym punktowana była regularność przelotów (przelot co najmniej 1 etapu dziennie i nienocowanie poza lotniskami etapowymi), utrzymanie wyznaczonej średniej prędkości przelotowej i brak napraw samolotu. Za lot okrężny można było uzyskać 119 pkt.
Lot okrężny rozpoczął się 7 sierpnia startem z paryskiego lotniska Orly. Dwie załogi, w tym Czech Josef Novak odpadły tego dnia z konkursu na skutek awarii samolotów przy starcie. Pomimo że wystarczające było osiąganie dobrych prędkości przelotowych, lot okrężny nabrał w praktyce charakteru wyścigu. Uformowała się czołówka zawodników, którzy wyprzedzali resztę, osiągając Belgrad już 8 sierpnia. W jej skład wchodziły dwie załogi angielskie, Hubert Broad i pilotka Winifred Spooner na samolotach DH-60G, Francuz Raymond Delmotte (Caudron C.191), Czech. F. Klepš (Avia BH-11) i Niemcy Erich Offermann (BFW M.23b), Waldemar Roeder (Ju A50), F. Kirsch (Klemm L.26), J. Nehring (D-18) i Kanadyjczyk John Carberry (RK-25). Za nimi w grupach lecieli Włosi i załogi niemieckie z F. Morzikiem, a reszta załóg pojedynczo. Kilku zawodników odpadło z konkurencji, głównie na skutek niedających się usunąć własnymi siłami awarii i uszkodzeń podczas przymusowych lądowań.
9 sierpnia większość zawodników wystartowała z Belgradu, a kilka załóg jeszcze było przed Belgradem. 11 sierpnia czołówka zawodników osiągnęła Warszawę, startując jeszcze tego dnia do kolejnego etapu. Koło Wrześni zakończył lot Johannes Nehring, lecący jednym z najszybszych samolotów konkursu, dwupłatowcem Darmstadt D-18, uszkadzając samolot podczas przymusowego lądowania. Ponieważ do Paryża można było przylecieć dopiero od godziny 15.00 14 sierpnia, czołówka zawodników zwolniła tempo pokonywania odcinków. 14 sierpnia, w przeciągu kilku minut po oznaczonej godzinie rozpoczęcia pracy sędziów, na paryskim lotnisku wylądowało 19 załóg, krążących nad lotniskiem, a tego dnia jeszcze 4. Pierwszy wylądował Włoch Batista Botalla na samolocie Fiat AS.1. 15 sierpnia Paryż osiągnęły 3 załogi, a 16 sierpnia pozostałe.
Łącznie 31 załóg ukończyło lot okrężny z 47 startujących. Jedynie dwóch zawodników uzyskało za lot maksymalną liczbę 119 pkt: Fritz Morzik (BFW M.23b) i John Carberry (RK-25). Na trzecim miejscu znalazł się Anglik Hubert Broad (DH-60G) z wynikiem 109 pkt, za nim Niemiec Wolf von Dungern (BFW M.23b, 106,5 pkt), pięciu zawodników włoskich na Romeo Ro-5 i Fiatach AS.1 (99-104 pkt) oraz Angielka Winifred Spooner (99 pkt). Dopiero na dalszych miejscach znajdowali się zawodnicy, którzy uzyskali wysokie oceny w próbach technicznych (F. Klepš – 94 pkt, H. Wirth – 81,75 pkt, R. Lusser – 97,75 pkt).

## Wyniki zawodów
Po locie okrężnym, 16 sierpnia nastąpiło zamknięcie zawodów i podsumowanie punktów. Zwycięstwo w zawodach Challenge 1929 odniósł niemiecki pilot Fritz Morzik na samolocie BFW M.23b z wynikiem 138,5 pkt. Na drugim miejscu znalazł się Anglik Hubert Broad (DH-60G) z wynikiem 135,25 pkt.
Klasyfikacja:
1. Fritz Morzik – Niemcy (BFW M.23b) – 138,5 pkt
2. Hubert Broad – Wielka Brytania (DH.0G Gipsy Moth) – 135,25 pkt
3. John Carberry – Kanada (w ekipie niemieckiej) (RK-25) – 131 pkt
4. Robert Lusser – Niemcy (Klemm L.25 Ia) – 128,25 pkt
5. Federico Guazetti – Włochy (Romeo Ro-5) – 127,25 pkt
6. Wolf von Dungern – Niemcy (BFW M.23b) – 126,75 pkt
7. František Klepš – Czechosłowacja (Avia BH-11B Antilopa) – 126,50 pkt
8. Gustavo Castaldo – Włochy (Romeo Ro-5) – 124,25 pkt
9. Umberto Gelmetti – Włochy (Romeo Ro-5) – 122 pkt
10. Winifred Spooner – Wielka Brytania (de Havilland DH-60G Gipsy Moth) – 121,50 pkt

...

15/16. Hans Wirth – Szwajcaria (Klemm L.25 Ia) – 114,25 pkt (najlepszy zawodnik szwajcarski)

15/16. Reinhold Poss – Niemcy (Klemm L.25 Ia) – 114,25 pkt

...

22. M. Weiss – Francja (Potez 36) – 98,5 pkt (najlepszy zawodnik francuski)

...

31. Jacques Maus – Belgia (w ekipie francuskiej) (St Hubert G.1) – 72,62 pkt (najlepszy zawodnik belgijski, ostatni sklasyfikowany)
Zawody były sukcesem Niemców, wliczając do ich ekipy Johna Carberry’ego, jednakże ze startujących 24 załóg ukończyło je tylko 12. Bardzo dobry zespołowy wynik osiągnęli Włosi – 9 z 12 załóg ukończyło zawody, na niezłych pozycjach. Zawody były natomiast niepowodzeniem organizatorów – Francji (z 9 załóg, 4 ukończyły zawody, na dalekich miejscach). Niezły wynik osiągnęła ekipa czeska (7. miejsce F. Klepša), chociaż dwa pozostałe samoloty nie ukończyły zawodów.
Organizacja kolejnych zawodów Challenge 1930 została powierzona zwycięskim Niemcom. Nowy regulamin kładł większy nacisk na techniczny poziom konstrukcji, dlatego w kolejnych zawodach zaczęły się pojawiać samoloty przystosowane specjalnie do wymagań zawodów.